# Agrostis maritima
Agrostis maritima é uma espécie de gramínea do gênero Agrostis, pertencente à família Poaceae.